# Nanjō (Okinawa)
Nanjō (jap. 南城市 Nanjō-shi) ist eine Stadt auf Okinawa Hontō in der Präfektur Okinawa, Japan.

## Geschichte
Die Stadt Nanjō wurde am 1. Januar 2006 aus den ehemaligen Gemeinden Sashiki, Chinen, Tamagusuku und Ozato gegründet.

## Weblinks

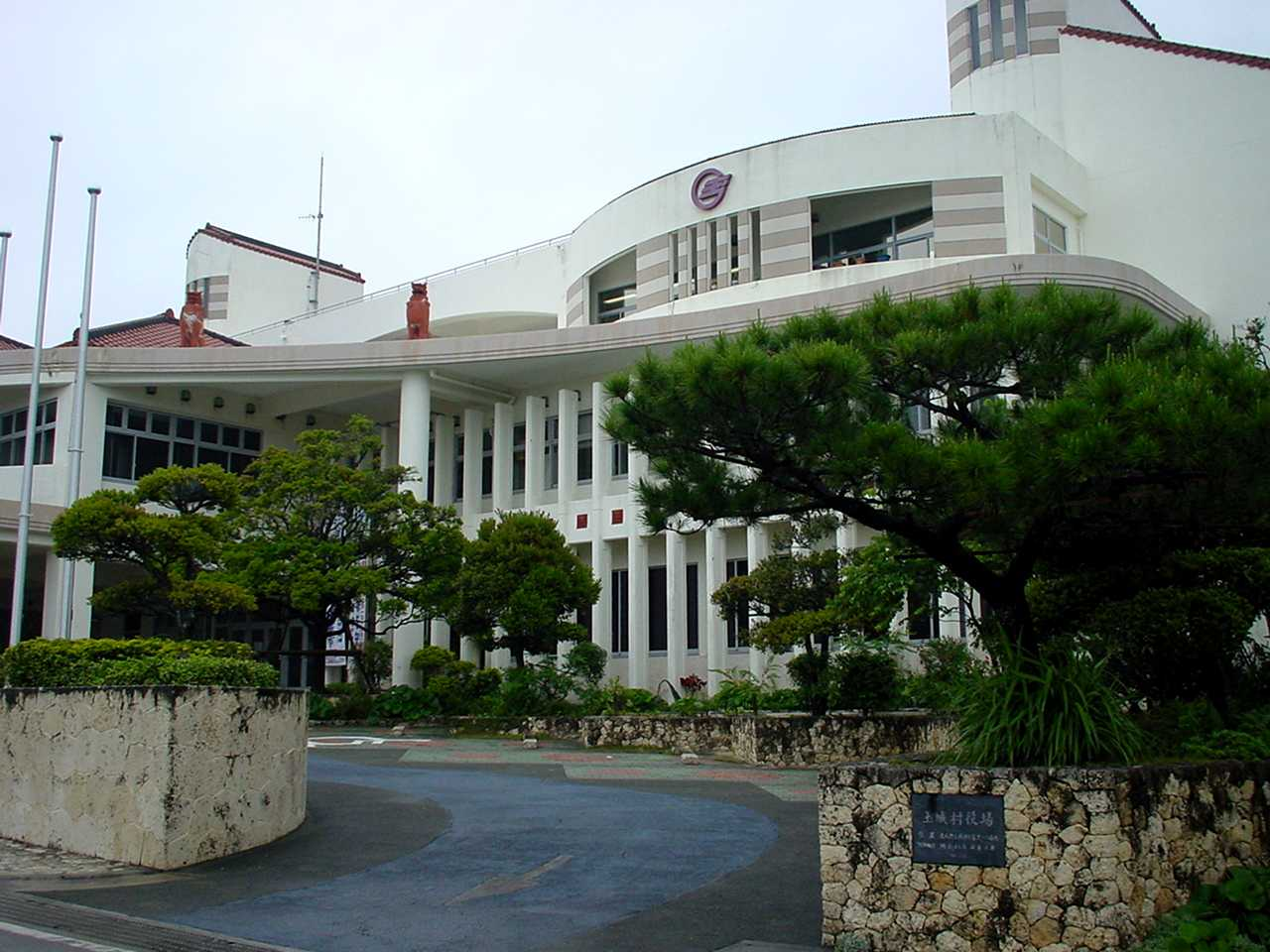
Rathaus von Nanjō

## Verkehr
- Straße
  - Nationalstraße 331